# Кастрільйо-де-Ріопісуерга
Кастрільйо-де-Ріопісуерга (ісп. Castrillo de Riopisuerga) — муніципалітет в Іспанії, у складі автономної спільноти Кастилія-і-Леон, у провінції Бургос. Населення — 66 осіб (2010).
Муніципалітет розташований на відстані близько 240 км на північ від Мадрида, 49 км на захід від Бургоса.
На території муніципалітету розташовані такі населені пункти: (дані про населення за 2010 рік)
- Кастрільйо-де-Ріопісуерга: 30 осіб
- Інохаль-де-Ріопісуерга: 36 осіб

## Демографія
Динаміка населення (INE ):